# Rudolf von Manteuffel
Karl Rudolf Heinrich Engelhard Emil Theodor von Manteuffel (* 4. Juni 1817 in Bärwalde; † 27. Februar 1903 in Charlottenburg) war ein preußischer Generalleutnant und Kommandeur der 6. Division.

## Leben

### Herkunft
Rudolf war der älteste Sohn des preußischen Premierleutnants Wilhelm von Manteuffel (1782–1865) und dessen Ehefrau Hermine, geborene Listig (1793–1859). Sein jüngerer Bruder war der Landrat Heinrich von Manteuffel (1833–1900).

### Militärkarriere
Manteuffel besuchte die Kadettenhäuser in Kulm und Berlin. Anschließend wurde er am 14. August 1834 als Portepeefähnrich dem 30. Infanterie-Regiment der Preußischen Armee überwiesen. Mitte Oktober 1836 folgte seine Versetzung in das 14. Infanterie-Regiment, wo er am 12. Januar 1837 zum überzähligen Sekondeleutnant befördert und am 20. Mai 1837 einrangiert wurde. Von April 1846 bis September 1850 war Manteuffel als Adjutant des II. Bataillons im 14. Landwehr-Regiment in Bromberg kommandiert. Am 1. August 1851 stieg er zum Regimentsadjutant auf, wurde Mitte Januar 1852 Premierleutnant und am 22. November 1853 als Adjutant der 8. Infanterie-Brigade kommandiert. In dieser Stellung avancierte Manteuffel am 8. Dezember 1855 zum Hauptmann. Am 8. Januar 1857 erfolgte seine Kommandierung als Adjutant beim Generalkommando des VI. Armee-Korps. Unter Belassung in dieser Stellung wurde er am 22. April 1856 mit Patent vom 13. September 1854 dem 22. Infanterie-Regiment aggregiert und am 7. Februar 1856 einrangiert. Nachdem man Manteuffel am 16. Oktober 1858 von seinem Kommando entbunden hatte, wurde er in das 10. Infanterie-Regiment versetzt, Mitte Juni 1859 zum Major befördert und am 25. Juli 1859 dem Regiment aggregiert. Am 8. Mai 1860 wurde er als Bataillonsführer in das 6. kombinierte Infanterie-Regiment kommandiert, aus dem zum 1. Juli 1860 das 1. Niederschlesische Infanterie-Regiment Nr. 46 hervorging. Manteuffel erhielt das Kommando über das Füsilier-Bataillons, avancierte Ende Juni 1864 zum Oberstleutnant und nahm 1866 während des Deutschen Krieges bei der Mainarmee an den Kämpfen bei Nachod, Skalitz, Schweinschädel, Gradlitz, Gerchsheim und Königgrätz sowie der Beschießung von Würzburg teil. Während des Kriegs wurde er am 8. Juli 1866 zum Kommandeur des 5. Westfälischen Infanterie-Regiments Nr. 53 ernannt und in dieser Stellung am 20. September 1866 zum Oberst befördert sowie mit dem Kronen-Orden III. Klasse mit Schwertern ausgezeichnet.
Am 10. Oktober 1868 wurde Manteuffel zum Kommandeur des Mecklenburgischen Füsilier-Regiments Nr. 90 in Rostock ernannt. Bei der Mobilmachung anlässlich des Krieges gegen Frankreich beauftragte man ihn am 18. Juli 1870 mit der Führung der 34. Infanterie-Brigade. Für sein Wirken während der Belagerung von Metz erhielt er das Eiserne Kreuz II. Klasse. Ferner kämpfte er bei Toul und Paris sowie den Schlachten bei Orleans und Le Mans. Außerdem bei Dreux, La Madeleine, Meung, Besugency, Frefeval und Conneree, wo auch das Eiserne Kreuz I. Klasse bekam. Am 18. Januar 1871 wurde er zum Generalmajor befördert und am 3. Juni 1871 zum Brigadekommandeur ernannt. Manteuffel erhielt am 25. September 1875 den Kronen-Orden II. Klasse mit Stern und Schwertern. Als Generalleutnant war er vom 19. November 1876 bis zum 13. Januar 1879 Kommandeur der 6. Division in Brandenburg an der Havel. Anschließend wurde er unter Verleihung des Roten Adlerordens I. Klasse mit Eichenlaub mit Pension zur Disposition gestellt. Noch am 21. Dezember 1895 erhielt er das Großkreuz des Greifenordens. Er starb am 27. Februar 1903 in Charlottenburg und wurde wie seine Frau auf dem Garnisonfriedhof in Berlin beigesetzt.

### Familie
Manteuffel heiratete am 6. Juni 1840 in Stargard Auguste Baronin von Fock (1813–1899), eine Tochter des Majors Karl August von Fock. Die Ehe blieb kinderlos.